# Callum Little
Calum Little (Newcastle, 15 oktober 1989) is een Engelse voetballer.
Calum Little begon bij de amateurs van Newcastle FC, waarna hij gescout werd voor de proftak. Hij doorliep de gehele jeugdopleiding van Newcastle United maar wist nooit voor het eerste op St James' Park te spelen. Calum Little maakte zijn debuut voor FC Emmen op 23 november 2007 in de thuiswedstrijd tegen SC Cambuur-Leeuwarden.
| Club     | Seizoen   | Wedstrijden | Goals |
| -------- | --------- | ----------- | ----- |
| FC Emmen | 2007/2008 | 3           | 0     |
| FC Emmen | 2008/2009 | 0           | 0     |